# Circondario di Bad Kreuznach
Il circondario di Bad Kreuznach (targa KH) è un circondario (Landkreis) della Renania-Palatinato, in Germania.

Comprende 6 città e 113 comuni.

Capoluogo e centro maggiore è Bad Kreuznach.

## Geografia antropica
Tra parentesi gli abitanti al 31 dicembre 2021, il capoluogo della comunità amministrativa è contrassegnato da un asterisco.

### Città indipendenti
- Bad Kreuznach (grande città di circondario) (51 695)
- Kirn

### Comunità amministrative (Verbandsgemeinde)
- Verbandsgemeinde Bad Kreuznach, con i comuni:

1. Altenbamberg (770)
2. Biebelsheim (652)
3. Feilbingert (1 485)
4. Frei-Laubersheim (1 021)
5. Fürfeld (1 593)
6. Hackenheim (2 080)
7. Hallgarten (747)
8. Hochstätten (615)
9. Neu-Bamberg (928)
10. Pfaffen-Schwabenheim (1 524)
11. Pleitersheim (335)
12. Tiefenthal (125)
13. Volxheim (1 153)

- Verbandsgemeinde Kirner Land, con i comuni:

1. Bärenbach (488)
2. Becherbach bei Kirn (398)
3. Brauweiler (53)
4. Bruschied (311)
5. Hahnenbach (539)
6. Heimweiler (394)
7. Heinzenberg (21)
8. Hennweiler (1 205)
9. Hochstetten-Dhaun (1 610)
10. Horbach (45)
11. Kellenbach (254)
12. Kirn, città * (8 209)
13. Königsau (63)
14. Limbach (294)
15. Meckenbach (363)
16. Oberhausen bei Kirn (851)
17. Otzweiler (198)
18. Schneppenbach (220)
19. Schwarzerden (230)
20. Simmertal (1 885)
21. Weitersborn (198)

- Verbandsgemeinde Langenlonsheim-Stromberg, con i comuni:

1. Bretzenheim (2 600)
2. Daxweiler (731)
3. Dörrebach (698)
4. Dorsheim (730)
5. Eckenroth (221)
6. Guldental (2 402)
7. Langenlonsheim * (4 037)
8. Laubenheim (813)
9. Roth (272)
10. Rümmelsheim (1 358)
11. Schöneberg (603)
12. Schweppenhausen (893)
13. Seibersbach (1 261)
14. Stromberg, città (3 355)
15. Waldlaubersheim (813)
16. Warmsroth (534)
17. Windesheim (1 751)

- Verbandsgemeinde Nahe-Glan, con i comuni:

1. Abtweiler (181)
2. Auen (185)
3. Bad Sobernheim, città * (6 479)
4. Bärweiler (229)
5. Becherbach (829)
6. Breitenheim (389)
7. Callbach (341)
8. Daubach (228)
9. Desloch (311)
10. Hundsbach (361)
11. Ippenschied (165)
12. Jeckenbach (209)
13. Kirschroth (277)
14. Langenthal (84)
15. Lauschied (532)
16. Lettweiler (196)
17. Löllbach (189)
18. Martinstein (257)
19. Meddersheim (1 317)
20. Meisenheim, Stadt (2 805)
21. Merxheim (1 385)
22. Monzingen (1 541)
23. Nußbaum (457)
24. Odernheim am Glan (1 721)
25. Raumbach (396)
26. Rehbach (47)
27. Rehborn (681)
28. Reiffelbach (221)
29. Schmittweiler (195)
30. Schweinschied (150)
31. Seesbach (499)
32. Staudernheim (1 398)
33. Weiler bei Monzingen (453)
34. Winterburg (207)

- Verbandsgemeinde Rüdesheim, con i comuni:

1. Allenfeld (195)
2. Argenschwang (339)
3. Bockenau (1 228)
4. Boos (366)
5. Braunweiler (624)
6. Burgsponheim (227)
7. Dalberg (229)
8. Duchroth (554)
9. Gebroth (154)
10. Gutenberg (1 012)
11. Hargesheim (2 919)
12. Hergenfeld (497)
13. Hüffelsheim (1 281)
14. Mandel (925)
15. Münchwald (281)
16. Niederhausen (570)
17. Norheim (1 549)
18. Oberhausen an der Nahe (378)
19. Oberstreit (285)
20. Roxheim (2 685)
21. Rüdesheim * (2 681)
22. Sankt Katharinen (387)
23. Schloßböckelheim (390)
24. Sommerloch (402)
25. Spabrücken (1 142)
26. Spall (192)
27. Sponheim (746)
28. Traisen (582)
29. Waldböckelheim (2 186)
30. Wallhausen (1 563)
31. Weinsheim (1 791)
32. Winterbach (503)